# Horacio Quiñones

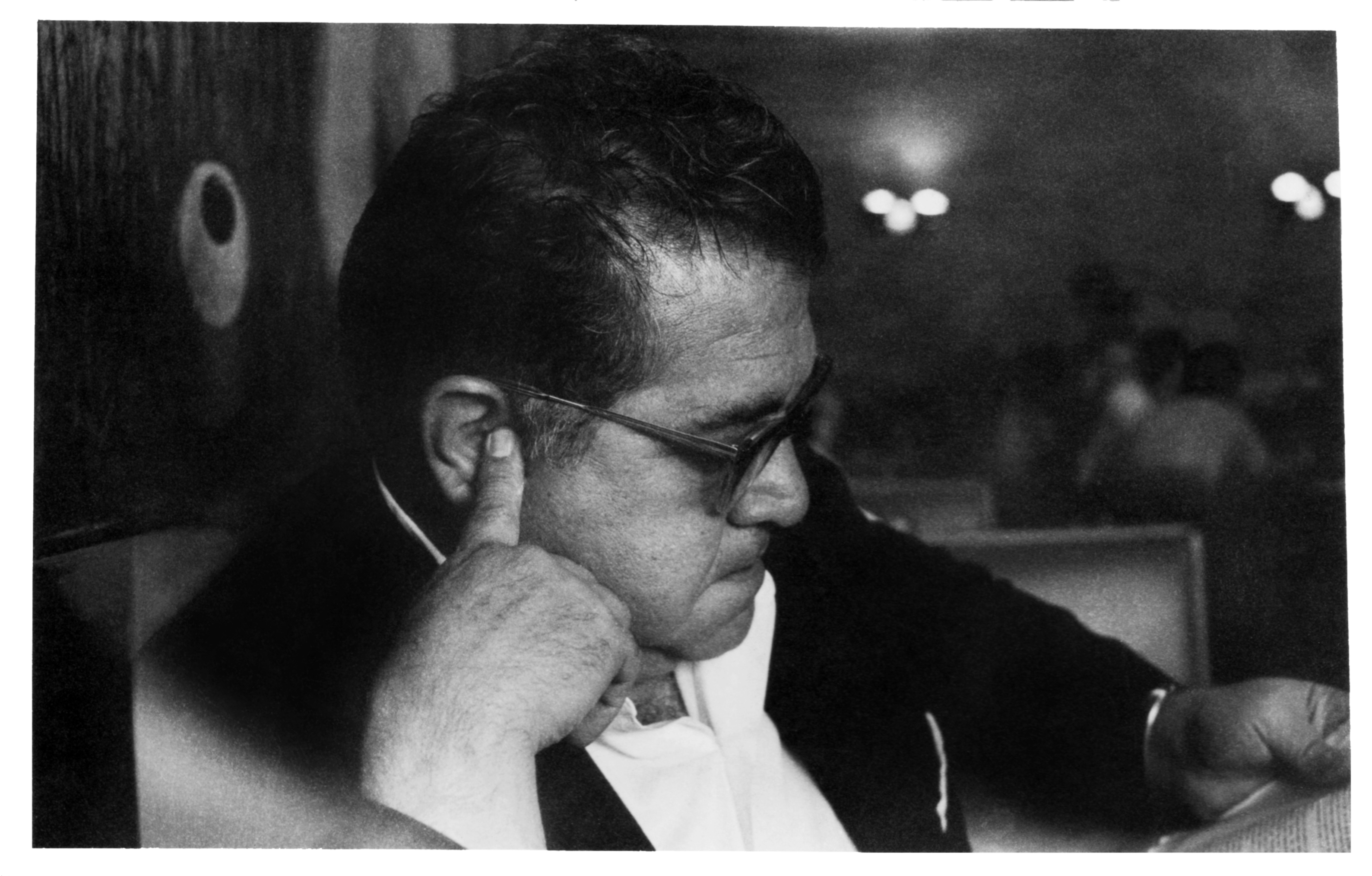
FamQ014b

Horacio Quiñones Periodista, comentarista político, traductor y escritor mexicano  (Cd. de México, 11 de julio de 1915- Chiconcuac Morelos 18 de julio de 1984). premio nacional de periodismo 1983.

## Historia
Nació en la Ciudad de México el 11 de julio de 1915. Hijo de Dolores Ladrón de Guevara Iruegas  originaria de Lampazos, Nuevo León y de Horacio Otto Quiñones Garza pastor Metodista. Poco después de cumplir 2 años muere su padre. Su madre se casa un par de años después con el entonces diputado tamaulipeco  Herminio Rodríguez Caballero.
Fue maestro rural en Nuevo León, "Académico correspondiente" de la Academia Mexicana de Historia y Geografía fundador del Buró de investigación política, de la revista El Cuento  junto a su amigo Edmundo Valadés y de Tiempo, semanario de la vida y la verdad junto a León Bataille y a Martín Luis Guzmán. Escribió en la revista "Hoy" de Regino Hernández Llergo y José Pagés Llergo y en Siempre!. Fue editorialista en el periódico Ovaciones y columnista en el periódico  El día. 
La gran colección de arte prehispánico que reunió durante su vida se halla expuesta bajo el nombre de Los Antiguos Mexicanos en el Centro Cultural Alfa de Monterrey.